# جغرافیای هندوراس

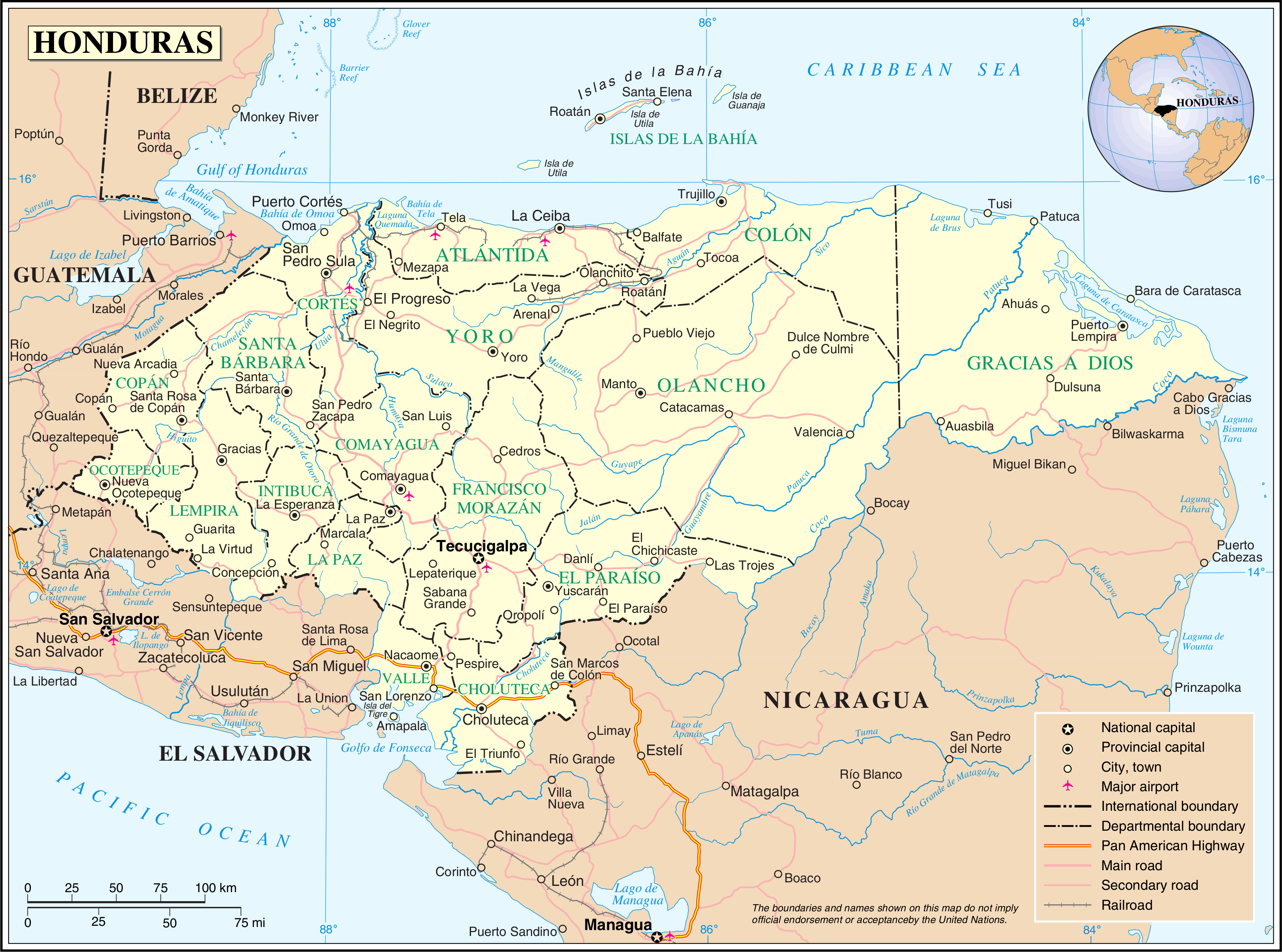
نقشه ای از هندوراس.

هندوراس کشوری در آمریکای مرکزی است. هندوراس با دریای کارائیب و اقیانوس آرام شمالی هم‌مرز است. گواتمالا از غرب، نیکاراگوئه در جنوب شرقی و السالوادور در جنوب غربی قرار دارد. هندوراس دومین جمهوری بزرگ آمریکای مرکزی با مساحت ۱۱۲٬۸۹۰ کیلومتر مربع (۴۳٬۵۹۰ مایل مربع) است.

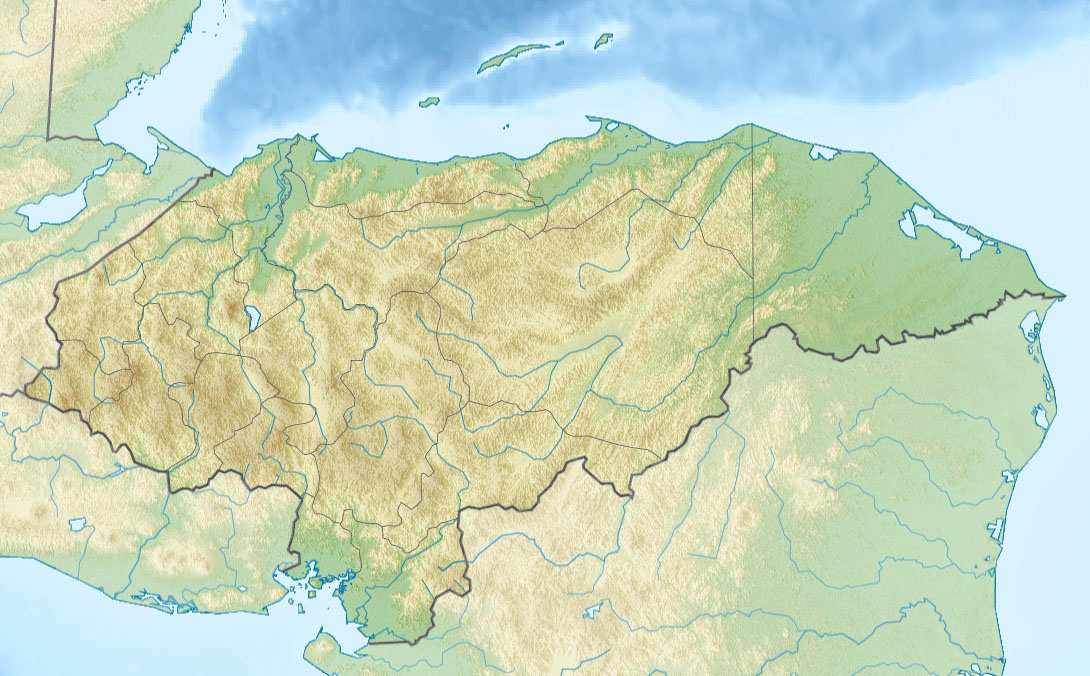
نقشهٔ توپوگرافی هندوراس

اقیانوس اطلس از شمال، گواتمالا از مغرب، السالوادور و نیکاراگوآ به همراه خلیج فونسکا از جنوب و نیکاراگوآ از مشرق این کشور را احاطه کرده‌اند.
بیش از سه چهارم هُندوراس کوهستانی است، و جلگه‌های ساحلی کوچکی نیز وجود دارد. رودهای مهم آن پاتوکا، اولوئا و بلندترین نقطه آن قله لاس‌میناس، به بلندی ۲۸۴۹ متر است.
میزان بارندگی در زمین‌های پست استوایی بالاست (۱۵۰۰ تا ۲۰۰۰ میلی‌متر) و آب‌وهوا در مناطق کوهستانی آن معتدل‌تر و خشک‌تر است.
مختصات جغرافیایی هندوراس ۱۵ درجه شمالی و ۸۶ درجه و ۳۰ دقیقه شرقی و مساحت آن ۱۱۲٫۰۹۰ کیلومتر مربع است. هندوراس ۸۲۰ کیلومتر خط ساحلی دارد. شهرهای مهم آن سان‌پدرو سولا و لاسیبا است.

## قله‌ها
- قله سررو لاس میناس - با ارتفاع ۲۸۶۵ متر
- خلیج هندورای - در شمال غربی
- خلیج فونسکا - در جنوب
- خلیج کارتاسکا - در جنوب
- جزایر باهیا - در شمال
- رود پاتوکا - در مرز با نیکاراگوآ
- رود کوکو - در مرز با نیکاراگوآ

## تقسیمات کشوری
هندوراس ۱۸ استان (departments) دارد. پایتخت کشور یعنی تگوسیگالپا در بخش مرکزی استان فرانسیسکو مورازان قرار گرفته‌است.

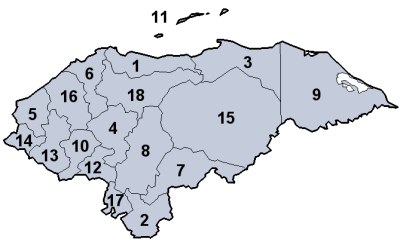
نقشهٔ استان‌های هندوراس

1. آتلانتیدا
2. چولوتکا
3. کولون
4. کومایاگوآ
5. کوپان
6. کورتس
7. ال پارائیسو
8. فرانسیسکو مورازان
9. گراسیاس آدیوس
10. اینتیبوکا
11. ایسلاس دلا باهیا
12. لاپاز
13. لمپیرا
14. اوکوتپکوئه
15. اولانچو
16. سانتا باربارا
17. واله
18. یورو